# Fogg's Trouble
Fogg's Trouble is een attractie in het Nederlandse Attractiepark Slagharen in Slagharen. Het is een attractie van het type Rockin' Tug van de Italiaanse attractiebouwer Zamperla.

## 50 jaar Slagharen
Fogg's Trouble is een van de jubileumattracties die in 2013 gebouwd werden ter ere van het vijftigjarig bestaan van het park. Hij staat op de plaats waar tot dan het Looping Schip van het park stond, Flying Cloud, vooraan in het park. Toenmalig directrice Angelique Klar besliste echter om Flying Cloud niet uit het park te verwijderen. Deze werd daarom verplaatst naar de plaats van Dream Catcher (achteraan in het park). Dream Catcher werd wel verwijderd.
Afbeeldingen · Main Street